# Lon Satton
Lon Satton, né le 11 février 1927 à Philadelphie et mort le 30 octobre 2020 à Londres, est un acteur britannique.

## Filmographie

### Cinéma
- 1968 : Mon homme (For Love of Ivy) de Daniel Mann : Harry
- 1970 : Les Héros de Yucca (The Invincible Six) de Jean Negulesco : Mike
- 1970 : Hello-Goodbye de Jean Negulesco : Cole Strutter
- 1971 : Welcome to the Club de Walter Shenson : Marshall Bowles
- 1972 : Steptoe and Son de Cliff Owen : le pianiste
- 1973 : Vivre et laisser mourir (Live and Let Die) de Guy Hamilton : Harold Strutter
- 1978 : La Malédiction de la Panthère rose (Revenge of the Pink Panther) de Blake Edwards : Sam Spade
- 1990 : The March de David Wheatley : Jack Harris

### Télévision
- 1969 : On ne vit qu'une fois (One Life to Live) : Lieutenant Jack Neal
- 1975 : Quiller : Jim Lane (2 épisodes)
- 1975 : Cosmos 1999 (Space: 1999) : Ouma (1 épisode)
- 1978 : Alien Attack : Benjamin Ouma
- 1994 : The Lenny Henry Show : Chef de la police (1 épisode)